# Aubry II. (Mâcon)
Aubry II. (* vor 942; † wohl 981) war ein Graf von Mâcon und Burgund im 10. Jahrhundert. Er war ein Sohn des Grafen Liétald II. von Mâcon († 958/61) und der Ermengarde, einer Tochter von Manasses, Graf von Dijon.
Aubry wird erstmals 942 in einer Urkunde seines Vaters genannt. Als Graf tritt er erstmals in einer Urkunde vom 20. August 960 auf. Letztmals wird er in einer Urkunde des Jahres 981 genannt.
Verheiratet war Aubry mit Ermentrude, einer Tochter des Grafen Rainald von Roucy aus dem Haus Roucy. Ihre gemeinsame Tochter war Beatrix, die nacheinander mit dem Grafen Gottfried I. von Gâtinais und Hugo von Le Perche verheiratet war.
Nach seinem Tod heiratete Ermentrude den aus Italien stammenden Königssohn Otto Wilhelm aus dem Haus Ivrea, welcher auch Mâcon und Burgund übernahm.